# Jardí del Mestre de xarxes
El Jardí del Mestre de xarxes (en Xinès simplificat: 网师园; en Xinès tradicional: 網師園; en pinyin: Wǎngshī Yuán) és un destacat jardí xinès a Suzhou. El jardí es troba al districte de Gusu (anteriorment districte Canglang), carretera Dai Cheng Qiao, número 11 Kuo Jia Tou Xiang (沧浪区带城桥路阔家头巷11号). Wangshi Yuan, juntament amb altres jardins clàssics de Suzhou, va ser proclamat Patrimoni de la Humanitat per la UNESCO.
El jardí demostra les habilitats dels paisatgistes xinesos per combinar l'art, la naturalesa i l'arquitectura de manera que creen autèntiques obres mestres metafísiques. El Mestre de xarxes és un jardí particularment apreciats pels entesos per ser exemple magistral de les tècniques de la dimensió relativa, complement seqüència i profunditat, i paisatge robat.

## Història
El Jardí del Mestre de xarxes, llavors anomenat el «Saló dels deu mil volums», va ser construït per primera vegada el 1140 per Shi Zhengzhi el ministre delegat del servei civil del govern de la dinastia Song del Sud. Shi Zhengzhi es va inspirar en la vida simple i solitària d'un pescador xinès representat en els escrits filosòfics. Després de la seva mort el jardí va passar per nombrosos propietaris i va ser decaient fins que, al voltant de l'any 1785, va ser restaurat per Song Zongyuan, un funcionari retirat de la dinastia Qing. Va redissenyar profundament el jardí i li va afegir nombrosos edificis, però va conservar l'esperit del lloc. Sovint es referia a ell mateix com un pescador, i ho va rebatejar com a Jardí del Mestre de xarxes, com una al·lusió a la vida senzilla d'un pescador.
La propietat va passar a Qu Yuancun, un erudit molt versat en els clàssics i la literatura, el 1795. Va afegir i va remodelar edificis, va plantar arbres i va col·locar pedres. El jardí va adquirir el sobrenom de «Jardí de Qu» durant aquesta època així com la seva primera lloança per part dels crítics. La propietat va passar a Li Hongyi, un oficial imperial i mestre cal·lígraf el 1868. Al voltant de la meitat de les esteles del jardí les va inscriure ell. El jardí va passar a He Chang el 1940, qui va restaurar el jardí i li va retornar el seu nom original de «Jardí del Mestre de xarxes». Va estipular en el seu testament que el jardí havia de donar-se al govern. El 1958 la seva filla, He Zehui, va lliurar el jardí al govern de Suzhou.
A la fi del segle xviii va ser reconegut per les seves peonías herbàcies. En les seves Notes sobre el Jardí del Mestre de xarxes, Qian Daxin ho va descriure com «una bona integració de les delícies del poble i les de la ciutat.» El crític modern Chen Congzhou creu que el Jardí del Mestre de xarxes és la millor representació de tot l'art clàssic de jardins xinesos, i així ho afirma en el seu Famous Classical Gardens of Xina.

## Disseny

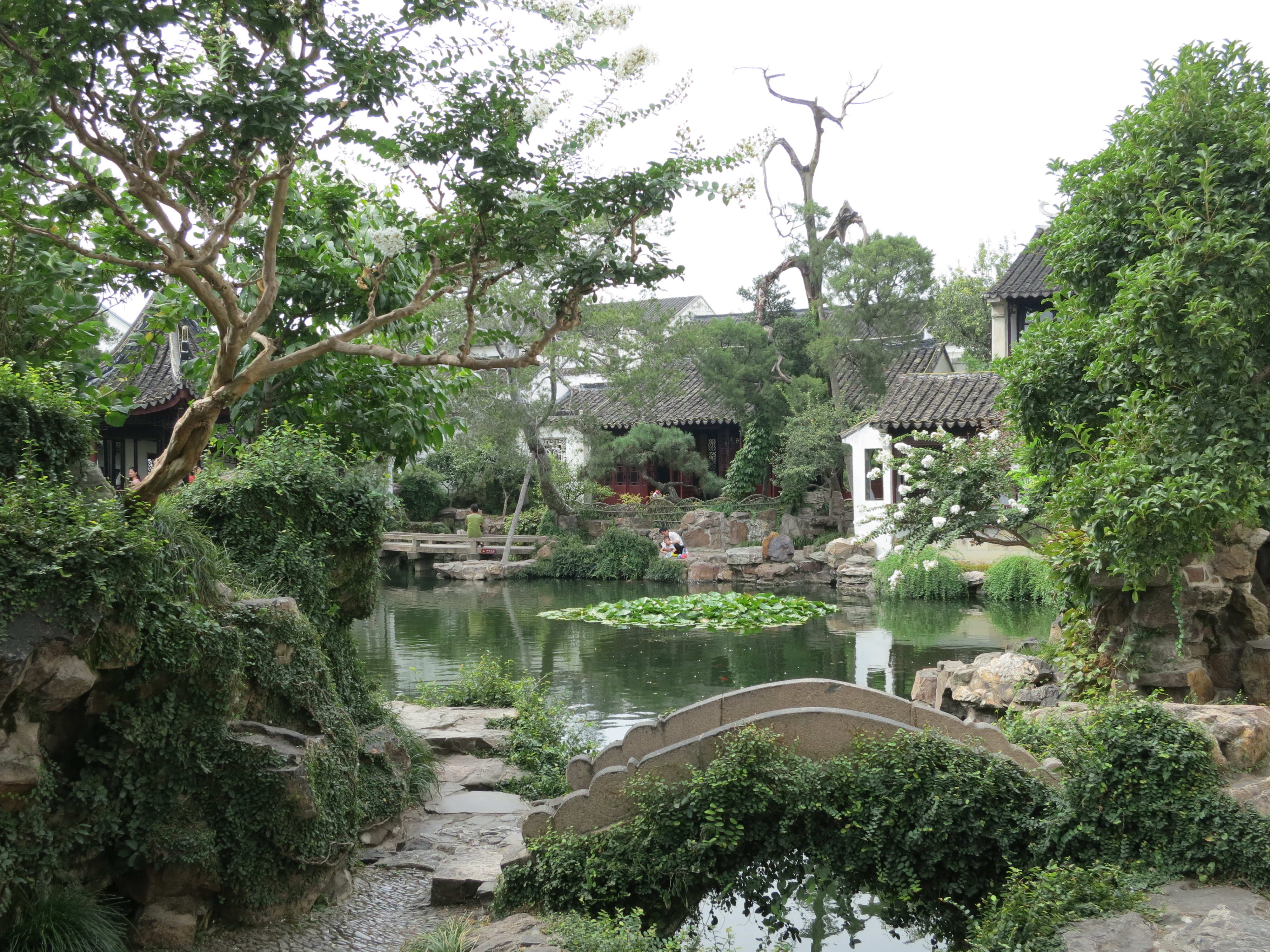
Vista de l'estany del núvol rosat amb el pont de la quietud en primer pla, jardí occidental, foto Gänshirt 2013

Aquest jardí de 5.400 m² de superfície està dividit en seccions est i oest. La part oriental està formada per habitacions residencials, mentre que els jardins queden en la part occidental. La secció oriental és per tant zona residencial en una seqüència lineal de quatre sales, una torre i tres patis. El jardí occidental és un conjunt d'edificis al voltant del «estany del núvol rosat» que té 334 m². Les plantes i les roques s'usen per crear vistes que representen diverses estacions. També inclou patis de tres costats a l'est i al sud. Els dos elements dominants de la composició són la «barrera de la cova de núvols», un xiprer que data de la dinastia Ming, i un pi de diversos segles d'antiguitat. Les zones al sud de l'estany s'usaven per a activitats socials i les zones al nord s'usaven per a activitats intel·lectuals. Els edificis estan disposats en un estil anomenat «prop de l'aigua», la qual cosa atorga l'«estany del núvol rosat» la impressió, enganyosa, d'una gran grandària. Es col·loquen edificis petits sobre roques, o pilotes directament damunt de la superfície de l'aigua, mentre que els edificis grans estan separats de l'estany per metres de terra plantada amb arbres, de manera que la seva grandària es fa confús.